# Parques Reais de Londres

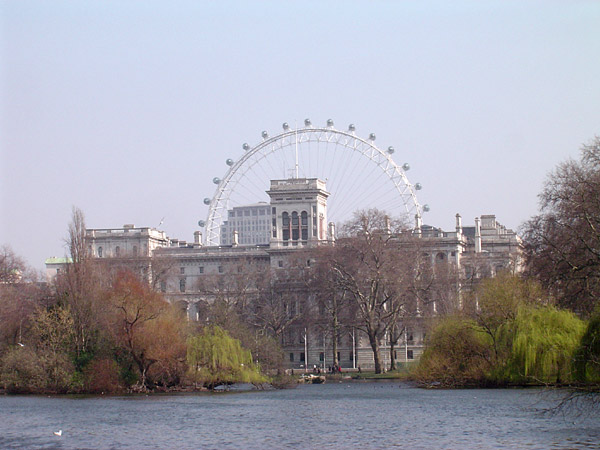
O St. James's Park, com vista para a London Eye

Os Parques Reais de Londres são áreas que no passado eram propriedade dos monarcas da Inglaterra e do Reino Unido. Originalmente serviam para a recreação da família real, e seu acesso era proibido. Com a urbanização da cidade, aos poucos a entrada dos parques foi liberada ao público em geral. No total há oito áreas oficialmente reconhecidas como parques reais.
- Bushy Park
- Green Park
- Greenwich Park
- Hyde Park
- Kensington Gardens
- Regent's Park
- Richmond Park
- St. James's Park

A maioria dos parques está localizada na área central de Londres, estando Bushy Park, Greenwich Park e Richmond Park nos subúrbios. Todos eles são administrados pela Royal Parks Agency e são policiados pela Metropolitan Police Service. Os fundos para a manutenção dos parques são provenientes do governo (enquanto outros parques na cidade contam com a ajuda dos distritos locais). Algumas atividades comerciais e eventos (como concertos) também contribuem na receita dos parques.